# David Rouzer
David Rouzer (Landstuhl, 16 febbraio 1972) è un politico statunitense, membro della Camera dei Rappresentanti per lo stato della Carolina del Nord.

## Biografia
Nato in Germania, Rouzer crebbe nella Carolina del Nord. Dopo gli studi all'Università statale della Carolina del Nord lavorò come imprenditore e collaborò con alcuni politici come Jesse Helms ed Elizabeth Dole.
Membro del Partito Repubblicano, nel 2000 perse le elezioni per la carica di commissario all'agricoltura. Otto anni dopo venne eletto all'interno della legislatura statale della Carolina del Nord e venne riconfermato per un secondo mandato nel 2010.
Nel 2012 Rouzer decise di candidarsi alla Camera dei Rappresentanti contro il deputato democratico in carica Mike McIntyre; la competizione fu molto combattuta e alla fine Rouzer perse di misura le elezioni. Due anni dopo McIntyre annunciò il suo ritiro dal Congresso e Rouzer si candidò nuovamente per il seggio, stavolta riuscendo a farsi eleggere deputato.